# Fetthjärta

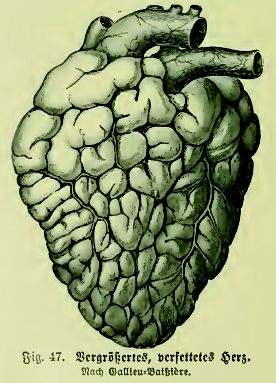
Förstorat och förfettat hjärta.

Fetthjärta (latin: obesitas cordis) är en föråldrad benämning på ett sjukligt tillstånd av (förhöjd) fettansamling i hjärtmuskeln.
Fetthjärta är namn på två sinsemellan alldeles olikartade sjukliga tillstånd hos hjärtat. 
För det första kan det syfta på fettdegeneration av hjärtmuskulaturen. Denna förändring i hjärtat (se degeneration) uppträder inte som självständig sjukdom, utan dels som en lokal följd av skadliga inflytelser vid systemiska sjukdomar som blodsjukdomar, t. ex. perniciös anemi (även vid blodbrist på grund av starka blödningar), vid flera olika förgiftningar (däribland kloroform-, alkohol-, fosfor- och kvicksilverförgiftning), vid akuta infektionssjukdomar m. m., dels så att säga som slutresultat av flera egentliga hjärtsjukdomar, framför andra sådana som förlöper med förstoring (hypertrofi) av hjärtat, som i sin tur kan bero på ett s. k. klaffel eller ha andra orsaker. Fettdegenerationens inflytande på hjärtat och dess funktion är i själva verket särdeles svårt att bedöma; å  ena sidan är det åtminstone högst sannolikt att i många fall, där döden uppenbarligen orsakats av  hjärtsvaghet, denna senare varit en direkt följd av fettdegenerationen – någon gång inträder t. o. m. av denna orsak bristning av hjärtväggen, vilket dock är synnerligen sällsynt – men å andra sidan iakttager man ej alldeles sällan höggradig fettdegeneration som helt säkert krävt ganska lång tid att utvecklas i hjärtan som till omedelbart före döden visat normal eller åtminstone god funktion. 
För det andra kan de mera allmänt avse fettinfiltration eller fettretention i hjärtmuskulaturen. Redan normalt förekommer en ganska betydlig mängd fett under hjärtats yttersta lager, hjärtats ytterhinna (epicardium), mellan denna och muskellagret. När fettet på ett abnormt sätt ökas i mängd och växer på djupet in i muskulaturen, uppkommer ”fetthjärta”; fettet tränger isär de av ett stort antal muskelceller uppbyggda muskelbalkarna, men tränger inte in i cellerna. Sålunda med fullt skäl benämnes förändringen även ”fett på hjärtat”. I det övervägande flertalet fall uppträder fettbildningen på hjärtat såsom ett led i en allmänt stegrad fettbildning, d. v. s. förändringen förekommer framför allt hos feta personer.